# 岩田匡平
岩田 匡平（いわた きょうへい、1984年5月29日 - ）は、日本の実業家、経営者。
株式会社BuySell Technologies代表取締役社長兼CEO。

## 来歴
2003年、静岡県立静岡高等学校卒業。東京大学工学部システム創成学科卒業。株式会社博報堂を経てマーケティングコンサルティング等を提供するアウル株式会社を2014年に創業。ベンチャー企業を中心とした急成長企業のマーケティング活動を幅広く支援。
2016年6月より株式会社BuySell Technologiesのコンサルティングを開始し、2016年10月に取締役として参画。リユース事業全体を管掌し、2017年10月に代表取締役社長兼CEO就任。2019年12月18日、株式会社BuySell Technologiesを東京証券取引所マザーズ市場に上場させた。